# Orchestre de l'Hermitage
L'Orchestre de l'Hermitage (en russe : Оркестр Государственного Эрмитажа) a été fondé en 1989 à Saint-Pétersbourg sous le nom de St Petersburg Camerata (Orchestre de chambre de Saint-Pétersbourg) par le chef d'orchestre Saulius Sondeckis. 
Les étudiants du conservatoire de la ville composaient ce qui était alors le plus jeune orchestre professionnel du pays.
Le 14 février 1994, l'ensemble a reçu le statut d'Orchestre d'État de l'Hermitage, nom qu'il porte toujours.